# Сазава
Сазава (на чешки: Sázava; на немски: Sasau) е река в централна Чехия с дължина 225,9 km, десен приток на Вълтава. Реката изтича от езерото Велке Даржко на 610 m надморска височина, протича през Височински и Средночешки край и на 22 km южно от Прага се влива във Вълтава. Има водосборен басейн около 4350 km2.
Между Найдек и Шлакхамри, реката формира част от границата между историческите земи на Бохемия и Моравия. Във водосборния басейн на реката влиза част от Чешко-моравското възвишение и северната област на Среднобохемските хълмове. Кануистите по реката и лагеруващите край нея често я наричат Златната река. Неофициалното име не е свързано с добив на злато, а с цвета на водата, който е причинен от увличането на глинести почви в нея и е особено открояващ се при вливането във Вълтава. От общата дължина на реката, 208,3 km са подходящи за кану-каяк.

## Описание
Извира като Стружни поток на около километър северозападно от Шинделния хълм при надморска височина от 757 m. Той, заедно с други по-малки потоци, се влива в рибарника Велке Даржко. При изтичането си от Велке Даржко реката вече се нарича Сазава.
Между Ждяр над Сазавоу (речен километър 208) и Пршибислав (километър 184) реката тече през долина със стръмни склонове и прагове. След Пршибислав долината се разширява и реката криволичи в посока към Хавличкув Брод (километър 163). Подобен характер реката има до град Светла над Сазавоу (километър 144). Тук тя формира най-красивата си част – бързеите Створжидла (от километър 139, с дължина от около 5 km). След няколко километра реката преминава в по-умерено течение, на което са разположени много бентове.
Характерът на реката отново се променя от Тинец над Сазавоу (километър 19) до Кърханице (километър 15). Течението навлиза в дълбока долина със стръмни склонове, където каменистото речно корито има множество бързеи. Тук край Медник са разположени няколко малки лагера за летуващи (напр. Торонто). След село Пиковице (километър 3,5), реката се успокоява и при Давле се влива във Вълтава, която образува след града Вранския язовир.
Спада към речна система Сазава → Вълтава → Елба → Северно море.

## Притоци
Най-големият приток на Сазава като дължина, площ на водосборния басейн и воден отток е река Желивка. Средната гъстота на речната мрежа е 1.29 km/km².
Общият брой на водните потоци в басейна на Сазава е 4890 с дължина до един километър и 1369 с дължина от 1 до 10 km. По-дългите потоци от 10 до 20 km общо са 33. Потоците, които имат дължина между 20 и 40 km, са общо 14. Дължина от 40 – 60 km в басейна на Сазава има само един воден поток. Това е река Търнава, чиято дължина е 56,3 km. Реките, по-дълги от 60 km, са 3. Освен самата Сазава, това са реките Желивка и Бланице.
- Сазавка
- Желивка
- Шлапанка
- Бланице

## Градове по реката
- Ждяр над Сазавоу
- Пршибислав
- Хавличкув Брод
- Светла над Сазавоу
- Ледеч над Сазавоу
- Зруч над Сазавоу
- Сазава
- Тинец над Сазавоу

## Галерия
- Сазава при бента край Смръчна
- Бързеите Створжидла
- Ледеч над Сазавоу
- Сливането на Сазава и Желивка, недалече от Соутице
- Мостът над Сазава при Хвездонице
- Реката при разрушения замък Зборжени Костелец
- Каменни Пршивоз
- Жампаховският бент и виадукт